# Христенко Анна Сергіївна
Христенко Анна Сергіївна (ур. Ковальчук; нар. 3 травня 1979, м. Владивосток, Російська РФСР) — українська волейболістка, гравець 1-го темпу. Майстер спорту міжнародного класу.

## З життєпису
Закінчила Одеську національну юридичну академію.
У команді «Дженестра» з 1998, до того виховувалася та грала в Євпаторії («Керкінітіда», у складі якої була володаркою Кубка України-96). У складі «Джінестри» чемпіонка України 2001, 2002, 2003, 2004 років, володар Кубка України 2001 і 2002 років, віце-чемпіонка 2000, 2005 років, бронзовий призер-1999. Бронзовий призер європейського Кубка Топ-команд-2001. Ефективно грає біля сітки. Найкращий гравець «Динамо-Дженестри» сезону 1998—1999 за версією газети «Одеса-Спорт».
Виступала за національну збірну України.
У команді найбільше товаришувала з Дашею Чміль. Восени 2005 року перейшла грати у Туреччину. У сезоні 2007/08 захищала кольори швейцарської команди «Кеніц».

## Клуби
| Роки      | Команди                            |
| --------- | ---------------------------------- |
| 199?—1998 | «Керкінітіда» (Євпаторія)          |
| 1998—2005 | «Джінестра» (Одеса)                |
| 2005—2006 | «Шахінбей Веледієспор» (Газіантеп) |
| 2006—2007 | «Ілбанк» (Анкара)                  |
| 2007—2008 | «Кеніг»                            |